# CSV Dindoa
CSV Dindoa  is een Nederlandse korfbalvereniging uit Ermelo.

## Geschiedenis
De club is opgericht op 9 september 1965. 
De clubnaam is een afkorting voor Door Inspanning Nuttig Door Ontspanning Aangenaam.
De club is ontstaan omdat in Ermelo in 1962 korfbalvereniging Irminloo ophield te bestaan en er wel behoefte was aan een nieuwe korfbalclub. De eerste speellocatie van de club was aan de Krugerweg, waar het eerste buitenveld lag. Na 10 jaar moest de club op zoek naar een ander onderkomen en vanaf 1979 speelt Dindoa de wedstrijden aan de Zanderij.
in 1964 begon Dindoa met het spelen van wedstrijden in de eigen zaal. Deze is gebouwd op de Zanderij. hierbij was een kleine kantine geplaatst. In 2025 begint de renovatie van de hal. De hal wordt beter geïsoleerd en er komt een nieuwe sportvloer in. de zaal heeft door deze veranderingen een hele nieuwe uitstaling gekregen. 
in 2025 bestaat de club 60 jaar. dit is gevierd met een groot festival op de eigen zanderij. Op vrijdag avond 13 juni kwamen verschillende oud en spelende leden naar de kantine van de club. ze spraken met elkaar en namen een kijkje in het dindoa museum. op de zaterdag werd er een groot schuttersfestival georganiseerd. er deden bijna 100 teams mee en de dag werd afgesloten met een groot feest.

## Competitie
Vanaf seizoen 2024-2025 speelt Dindoa in de veldcompetitie op het hoogste niveau van Nederland, namelijk de Ereklasse. na 1 seizoen degradeerde Dindoa en speelt het tijdens seizoen 2025-2026 in de Hoofdklasse 
In de zaal speelt dindoa in de Hoofdklasse. Dindoa is in de overgangsklasse kampioen geworden. onder leiding van trainer Hugo van Woudenberg. Dindoa speelt hierdoor komend zaal seizoen (2025 - 2026) in de Hoofdklasse met een nieuwe trainer Uulke van Barneveld

## Kampioenschappen (v.a. 2017)
| competitie      | veld / zaal | seizoen   |
| --------------- | ----------- | --------- |
| overgangsklasse | zaal        | 2024-2025 |
| hoodklasse      | veld        | 2023-2024 |
| 1e klasse       | zaal        | 2021-2022 |
| 1e klasse       | veld        | 2018-2019 |
| 2e klasse       | veld        | 2017-2018 |

## Selectie (2024 - 2025)
| nr. | Geslacht | nationaliteit | naam                |
| --- | -------- | ------------- | ------------------- |
| 1.  | V        | NED           | Ruth van Raaijen    |
| 2.  | V        | NED           | Saskia Lieman       |
| 3.  | V        | NED           | Daphne van den Berg |
| 11. | V        | NED           | Aniek Odding        |
| 14. | V        | NED           | Femke ten Hove      |
| 10. | M        | NED           | Alain ter Horst     |
| 16. | M        | NED           | Bjarne Sinneker     |
| 18. | M        | NED           | Tom van den Berg    |
| 19. | M        | NED           | Lars van de Velde   |
| 27. | M        | NED           | Roy van Boven       |